# Пинк М
Пинк М је црногорска телевизијска станица са седиштем у Подгорици. Налази се у власништву предузећа Pink International Company. Са емитовањем је почео 22. октобра 2018. године. Покренут је након што је Pink Media Group продао терестријалну станицу Пинк М (сада Нова) групацији United Group.

## Историја
Дана 24. априла 2018. Жељко Митровић је потврдио да се воде преговори о продаји Пинк М. Затим су 5. јуна 2018. Митровић и Pink Media Group потврдили медијима да ће се даљи развој групе усредсредити на пословање у Србији и Европи. Савет Агенције за електронске медије (САЕМ) Црне Горе 18. јула 2018. дао је сагласност за промену власничке структуре предузећа Пинк М којом се преноси 100 одсто власништва на фирму Direct Media, која се налази у власништву United Group. Захваљујући томе, 9. октобра 2018. име телевизије је промењено у Нова М.
Телевизија Пинк медија је направљена 22. октобра 2018. године, док је убрзо затим име промењено на пређашње Пинк М.
У фебруару 2020. веће Агенције за електронске медије одлучио је да ће у Црној Гори реемитовање појединих садржаја у оквиру програма телевизија Happy и Пинк М бити ограничено на три месеца због, како је наведено, промовисања мржње, нетрпељивости и дискриминације према припадницима црногорске националности. РЕМ је осудио ову одлуку и назавоп је „отвореном цензуром“
У септембру 2022. Савет Агенције за електронске медије (САЕМ) Црне Горе забранио је емитовање јутарњег програма Ново јутро на шест месеци, због прилога Пинк М о масовном убиству на Цетињу 12. августа 2022. Из САЕМ су тада навели да се прилогом на непримерен начин износе наводи о узроцима убиства, без исказивања саосећања са члановима породица жртава и без поштовања њиховог достојанства и права на приватност.
У јануару 2025. Савет Агенције за аудиовизуелне медијске услуге Црне Горе (САМУ) донео је одлуку да покрене поступке против Пинк М. Како наводе у саопштењу „трагичан догађај у коме је смртно страдало 13 особа злоупотребљен је као повод да се коришћењем погрдних, увредљивих и узнемирујућих израза који подстичу интензивне негативне емоције, подстакне непријатељство или дискриминација. Такође, омаловажавање и обезвређивање припадника црногорске националности, негирање њиховог националног идентитета и посебности, присутно је кроз целокупан дискурс”.

## Програм
Пинк М служи као мрежа за емитовање садржаја са националног канала у Србији Пинк ТВ, специјализован за медијско тржиште Црне Горе. По концепту и имену, емитује се и канал Пинк БХ за тржиште Босне и Херцеговине.

### Информативни програм
- Минут 2 — свакодневни информативни програм који се емитује на сваких сат времена, траје до 2 минута и приказује најважније вести у Црној Гори.
- Ново јутро

### Забавни програм
- Сцена
- Задруга — ријалити шоу[7]
- Пинкове звездице — музичко такмичење за децу
- Пинкове звезде — музичко такмичење за одрасле
- Браво шоу - музичка емисија
- Амиџи шоу — ток-шоу који води Огњен Амиџић
- Премијера — телевизијска емисија о познатим личностима
- Ексклузивно — телевизијска емисија о познатим личностима
- Кућа од срца — телевизијска емисија хуманитарног карактера
- Брак на невиђено — телевизијска емисија о упознавању људи
- Тренутак из сна — телевизијска емисија о промени изгледа
- Хит твит — телевизијска емисија о политици

### Серијски програм
- Елиф
- Истанбулска невеста
- Љубав из освете
- Њена судбина
- Шифра Деспот